# Augochloropsis heterochroa
Augochloropsis heterochroa är en biart som först beskrevs av Cockerell 1900.  Augochloropsis heterochroa ingår i släktet Augochloropsis och familjen vägbin. Inga underarter finns listade.